# Sud America (Schiff)
Die Sud America (I) war ein 1872 in Dienst gestelltes Passagierschiff der italienischen Reederei La Veloce Navigazione Italiana a Vapore, das für den Passagierverkehr zwischen Italien und Südamerika eingesetzt wurde. Am 13. September 1888 sank die Sud America bei Gran Canaria nach der Kollision mit einem französischen Passagierschiff. 79 Menschen kamen dabei ums Leben.

## Das Schiff
Das 1.258 BRT große Dampfschiff Sud America war eines von drei Schwesterschiffen der 1864 gegründeten italienischen Reederei Società di Navigazione a Vapore Fratelli Lavarello mit Sitz in Genua. Die anderen beiden waren die Nord America (I) (1872) und die Europa (1873). Alle drei Schiffe wurden in Großbritannien auf der Werft Swan, Hunter & Wigham Richardson gebaut und hatten einen eisernen Schiffsrumpf, zwei Masten, zwei Schornsteine und einen Propeller. Die Passagierkapazität lag bei 75 Reisenden der Ersten, 52 der Zweiten und 750 der Dritten Klasse. Sie lief am 12. Juni 1872 vom Stapel und wurde im Oktober 1872 fertiggestellt. Mit ihren Schwesterschiffen bediente sie die Route Genua–Rio de Janeiro–Santos–Montevideo–Buenos Aires–Rosario.
Als die Reederei 1883 wegen finanzieller Engpässe liquidiert wurde, ging ihre Flotte an die ebenfalls in Genua sitzende M. Bruzzo Company. Im Jahr darauf ging die Sud America mit ihren Schwesterschiffen an die neu gegründete La Veloce Navigazione Italiana a Vapore und fuhr für diese fortan von Genua über Neapel, Palermo und Las Palmas nach Südamerika.
Am 30. August 1888 legte die Sud America in Rio de Janeiro unter dem Kommando von Kapitän Carlo Bertora mit 260 Passagieren, 69 Besatzungsmitgliedern und 700 Tonnen Fracht zur Rückfahrt nach Italien ab. Am Morgen des 13. September erreichte sie die Kanarischen Inseln und fuhr in die Bucht von Las Palmas ein, um dort vor Anker zu gehen. Sie dampfte in südlicher Richtung an den bereits geankerten Schiffen vorbei.
Gegen 6 Uhr morgens rammte sie mit ihrem Heck die Backbordseite der La France, einem 4.575 BRT großen Passagierschiff der französischen Reederei Société Générale de Transport Maritimes (SGTM), das unter Kapitän Raymon Verd mit mehr als 1.300 Menschen an Bord vom Río de la Plata kam. Die La France war ebenfalls gerade mit einem Anlegemanöver beschäftigt.
Die Schäden an der La France waren alle oberhalb der Wasseroberfläche, aber die Sud America war so schwer beschädigt, dass sie innerhalb von 25 Minuten in 15 Meter tiefem Wasser etwa 600 Meter vom Land entfernt unterging. 79 Passagiere und Besatzungsmitglieder kamen bei dem Unglück ums Leben. Das Marinetribunal von Las Palmas sprach dem Kapitän der La France die Verantwortung an dem Unfall zu. Im Oktober 1888 schickte ein genuesisches Versicherungsunternehmen einen Vertreter nach Las Palmas. Dieser stellte fest, dass das Wrack der Sud America nicht zu bergen war.